# Thudinie

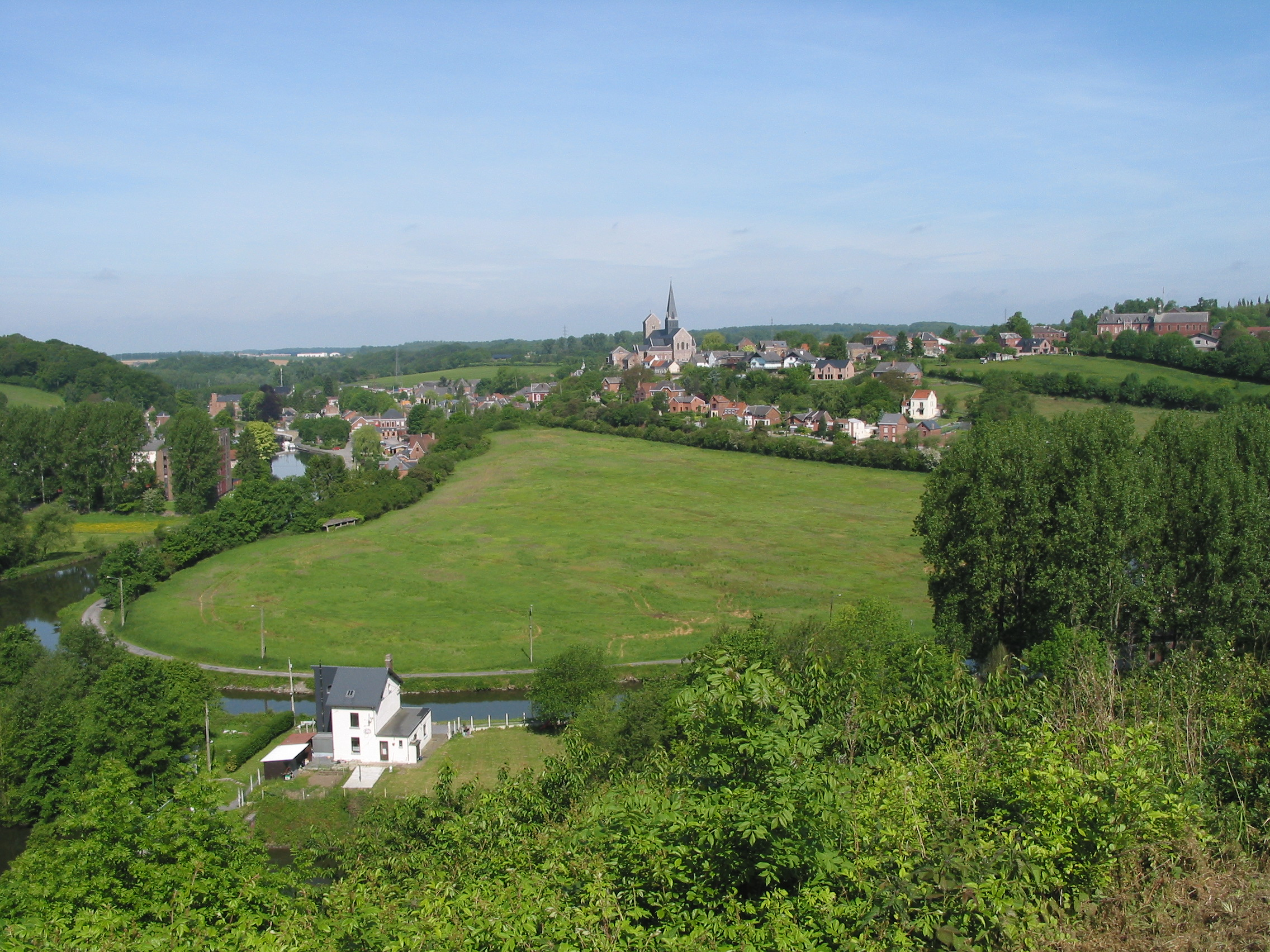
Vue panoramique de Lobbes en Thudinie.

La Thudinie est une région naturelle du Hainaut, en Région wallonne de Belgique, caractérisée par la vallée de la Sambre entre Charleroi et la frontière française, et formant la partie sud-est de la région limoneuse hennuyère. Le centre en est la ville de Thuin. On considère généralement qu'elle englobe les communes d'Erquelinnes, Ham-sur-Heure-Nalinnes, Lobbes, Merbes-le-Château, Montigny-le-Tilleul et Thuin. Elle est globalement délimitée par la vallée de l'Eau d'Heure à l'est et par l'extrémité occidentale du Condroz et la Fagne au sud.

## Histoire
Au cours des siècles, de nombreux monastères se sont installés dans cette vallée privilégiée. C'est ainsi qu'au VIIe siècle, huit abbayes naissent dans le bassin de la Sambre : à côté de Lobbes, ce furent Maroilles, Hautmont, Maubeuge, Aulne (au début ce n'était qu'un oratoire dépendant de Lobbes). Fosse, Moustier et Malonne. Toutes ces fondations furent touchées au IXe siècle par les invasions normandes. Ultérieurement, vingt autres établissements et quelques fondations secondaires virent le jour à proximité de la Sambre.
Cette implantation de nombreux monastères et chapitres a eu pour conséquence le morcellement politique de la vallée. À l'époque mérovingienne, toute la Haute-Sambre, depuis sa source, jusqu'à Lobbes, coulait dans le pagus du Hainaut au-delà de Lobbes, la Sambre baignait le pagus de Lomme qui devait donner naissance au comté de Namur. Des divisions ultérieures accentuèrent le morcellement au profit, notamment, des évêques de Liège qui enlevèrent au pagus du Hainaut quelques localités notamment Lobbes et Leernes, et au pagus de Lomme, le domaine abbatial de Lobbes comprenant Aulne.

## Folklore

### Carnavals
Carnaval de Lobbes. Grand feu à Gozée. Carnaval de Beignée (Ham-sur-Heure).

### Marches folkloriques
Marche Saint-Médard, Solre-sur-Sambre. Marche Saint-Roch, Thuin. Marche Saint-Jean-Baptiste, Cour-sur-Heure. Marche Notre-Dame de Bon Secours, Nalinnes. Marche Saint-Christophe, Marbaix-la-Tour. Marche Saint-André, Jamioulx. Marche Saint-Roch, Ham-sur-Heure. Marche du Bienheureux Richard, Beignée (Ham-sur-Heure).

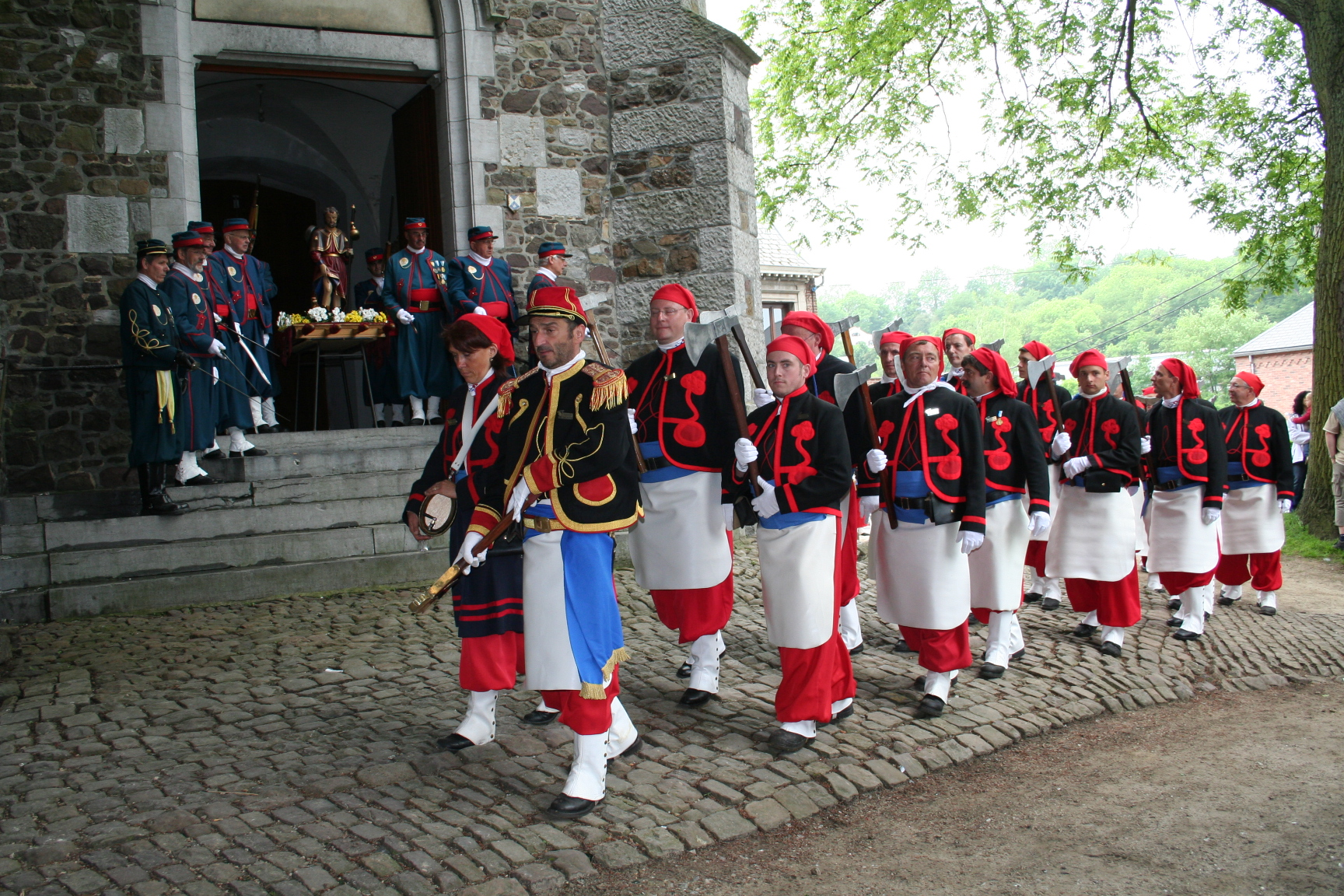
Marche Saint-Roch de Thuin.
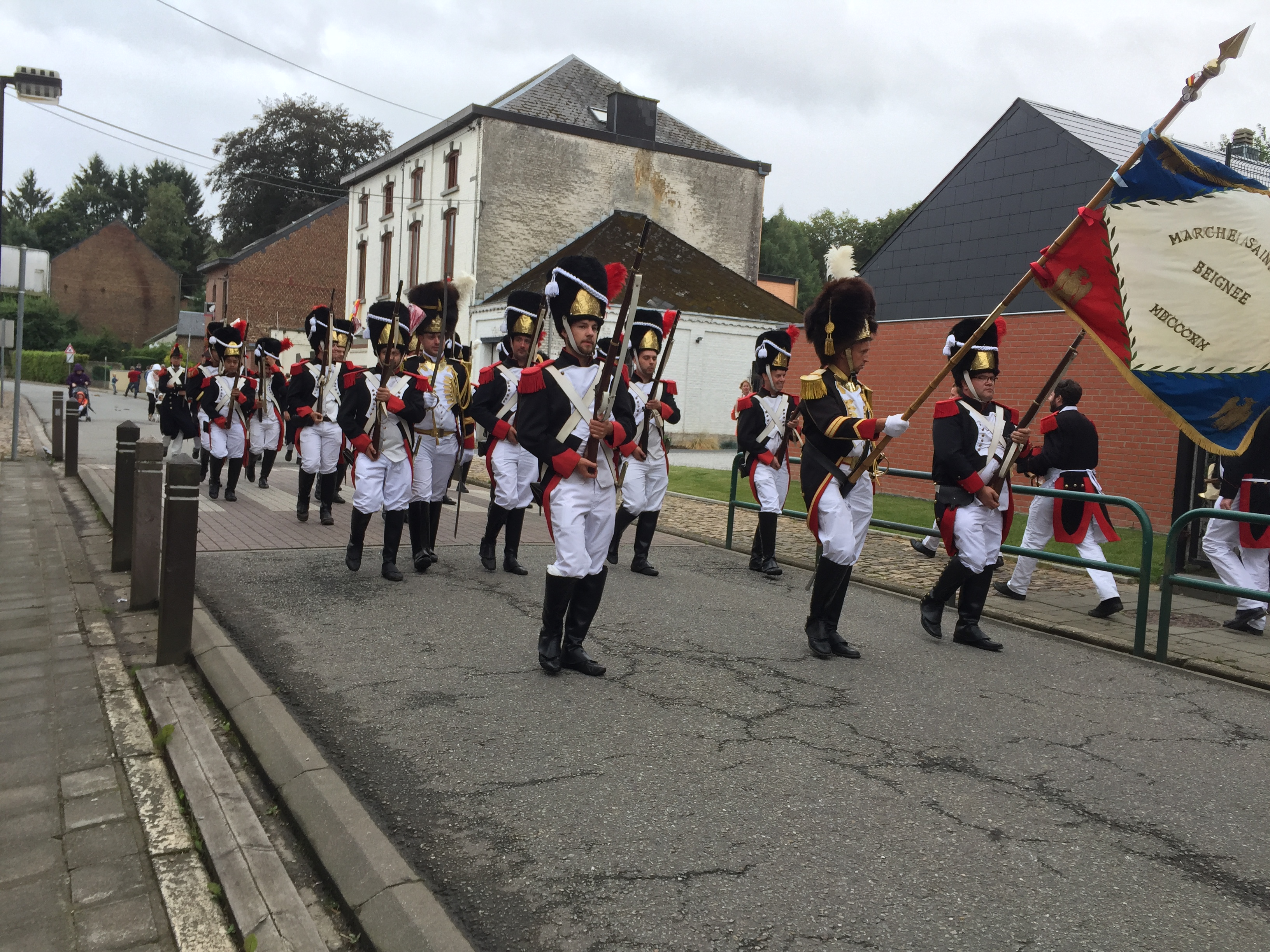
Marche Saint-Roch, Ham-sur-Heure.
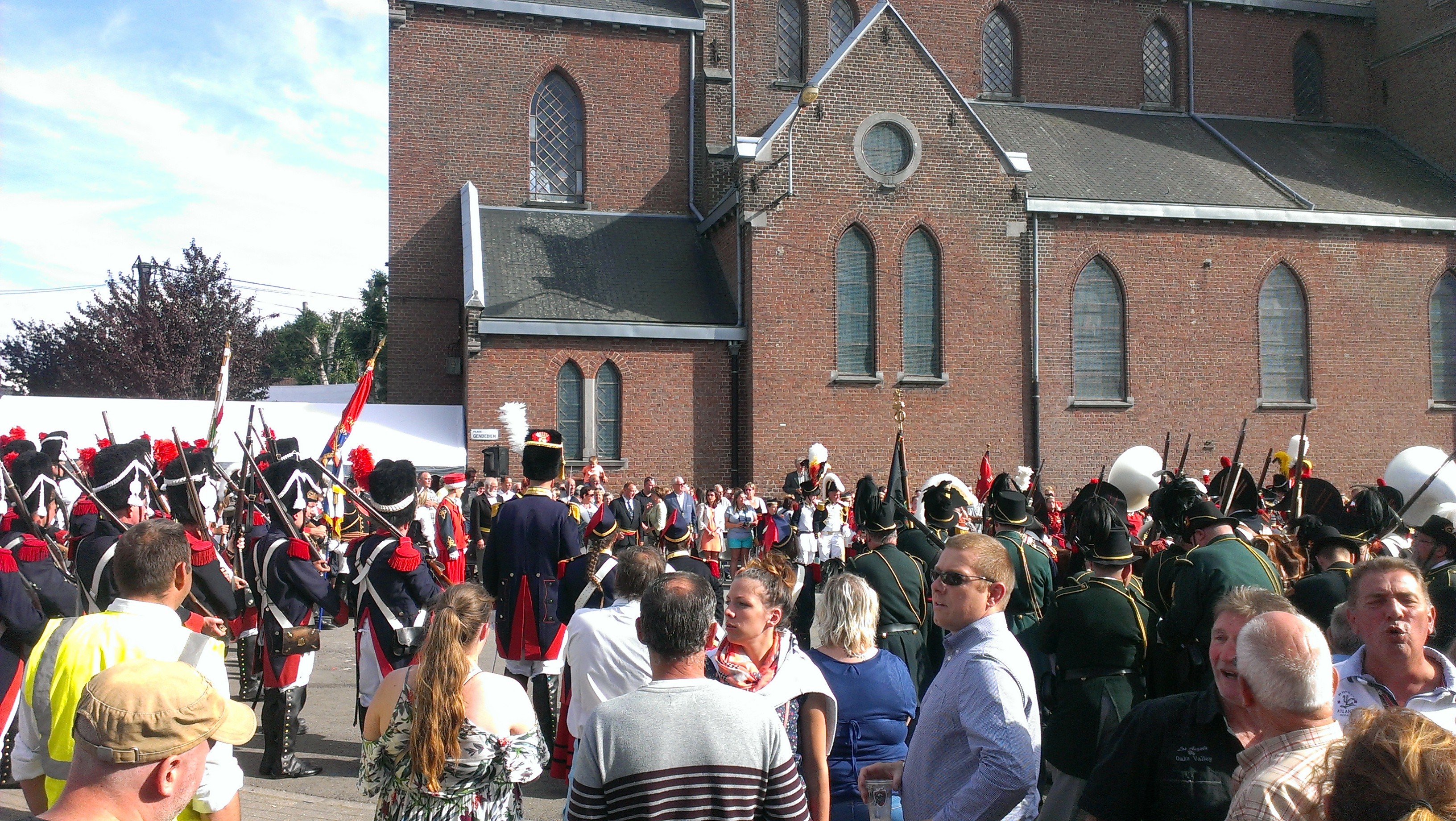
Marche Saint-Christophe, Marbaix-la-Tour.
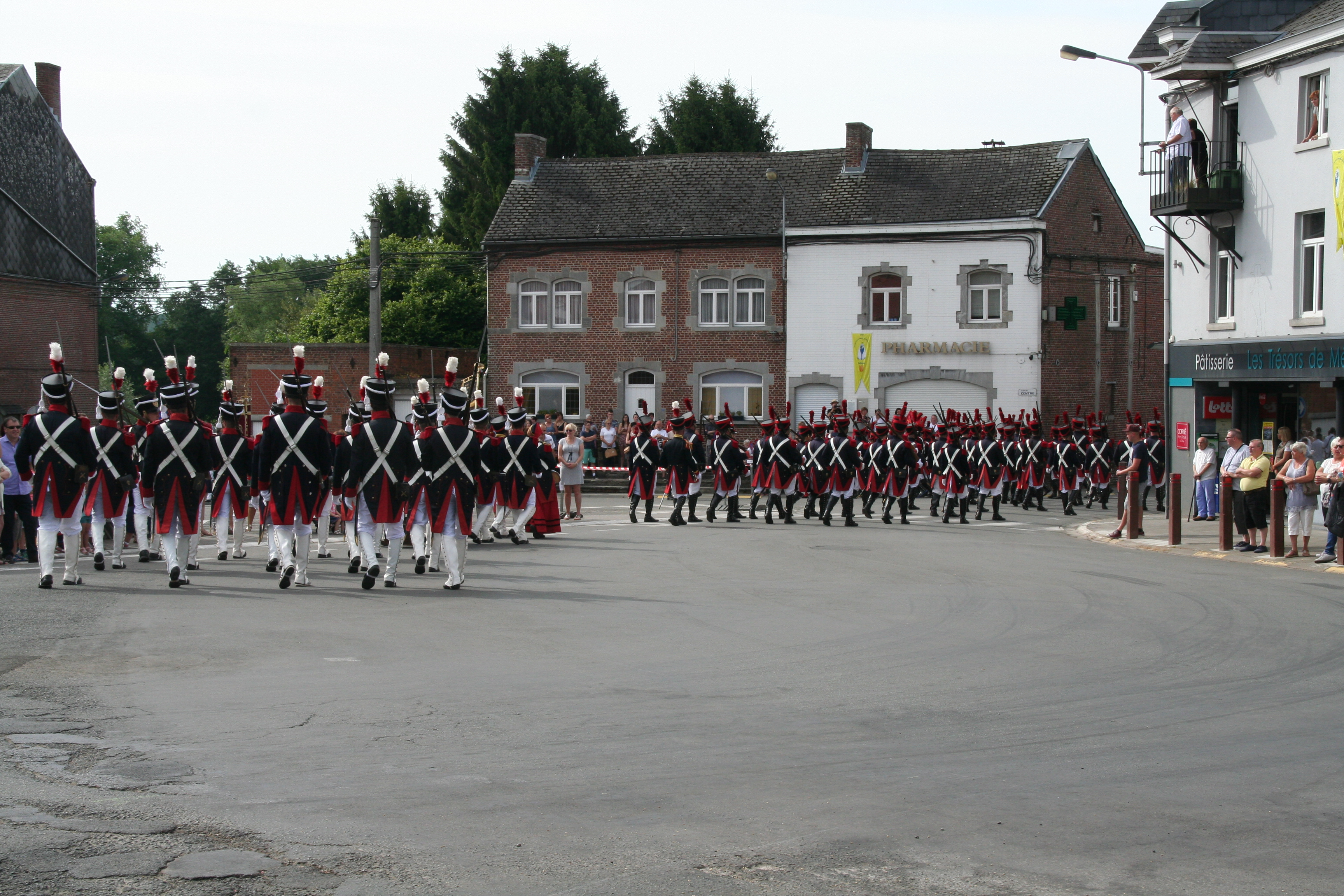
Marche Notre-Dame du Bon Secours, Nalinnes.

## Galerie

Vues de la Thudinie.
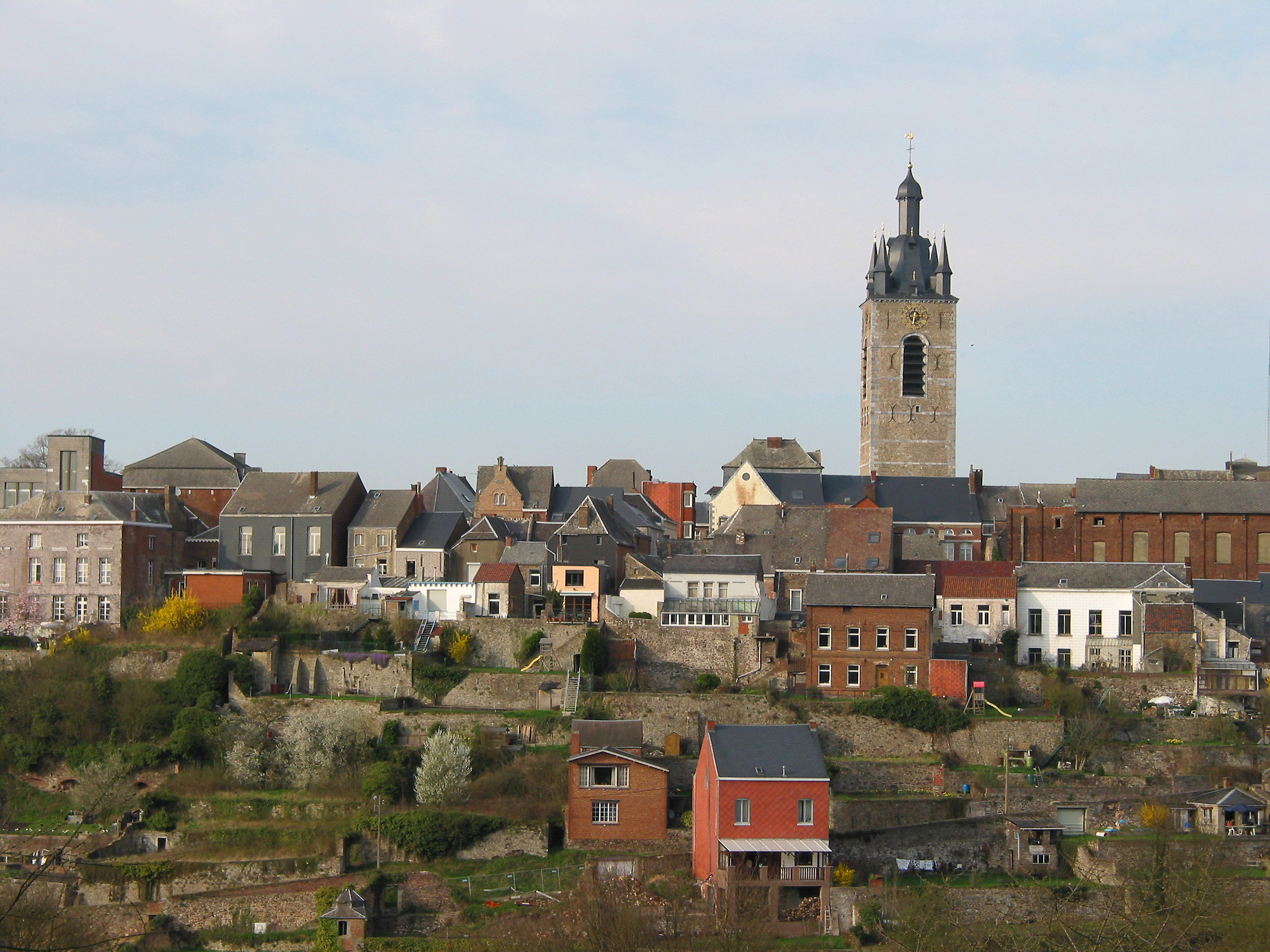
Panorama de la ville-haute de Thuin et le beffroi.
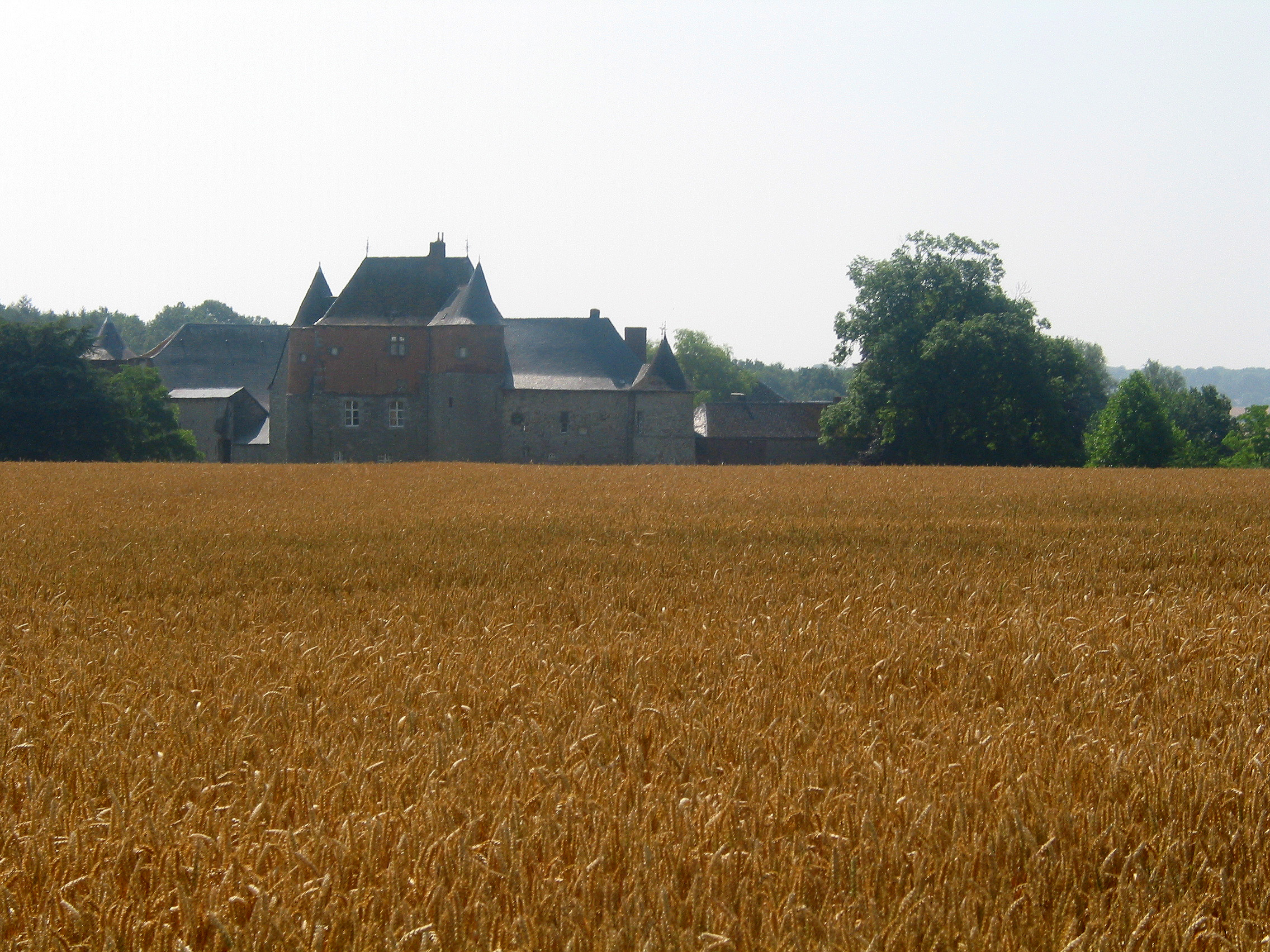
Le château de Leers-et-Fosteau.
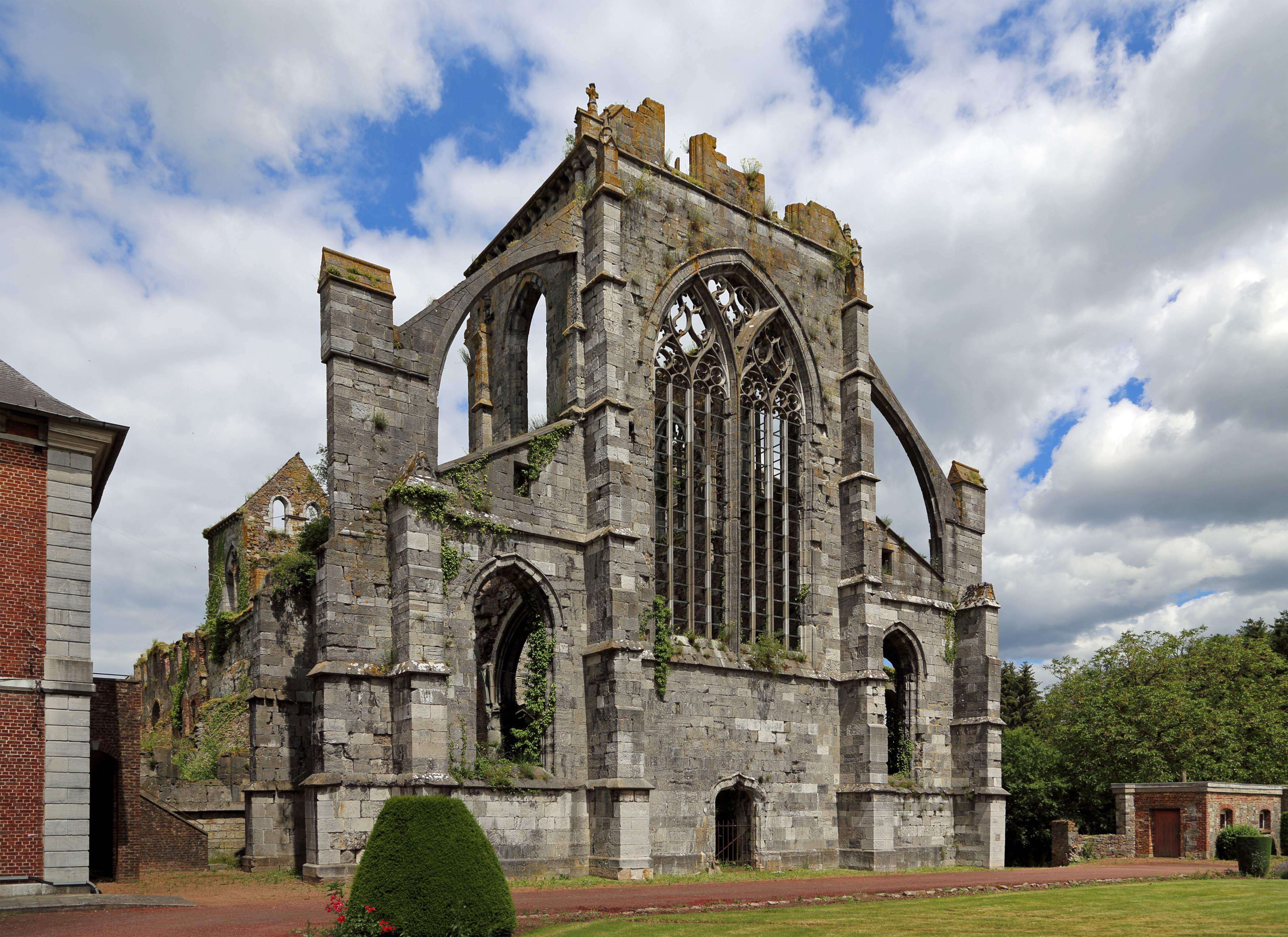
Ruines de l'Abbaye d'Aulne.
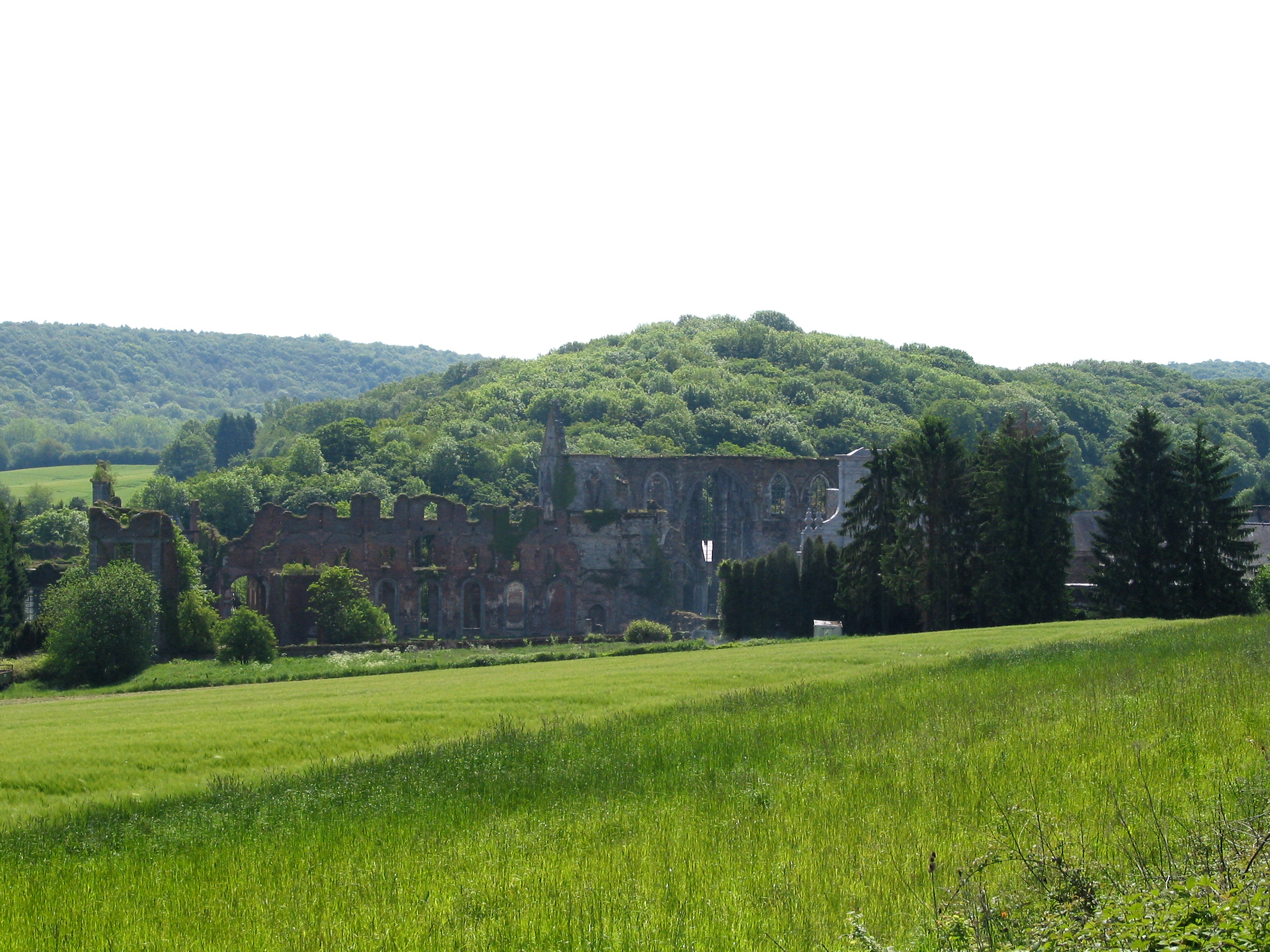
L'Abbaye d'Aulne.
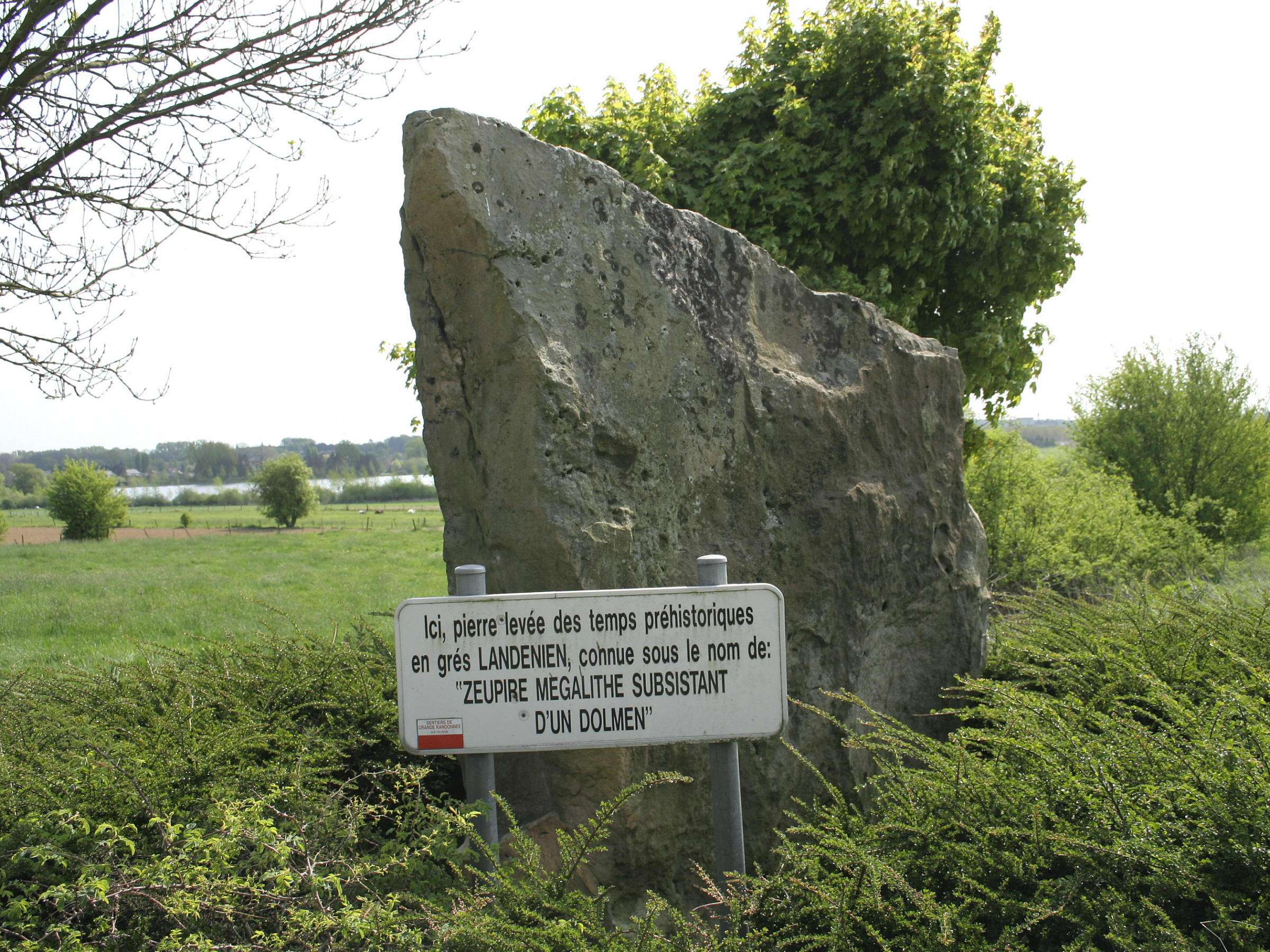
La pierre de Zeupire à Gozée.
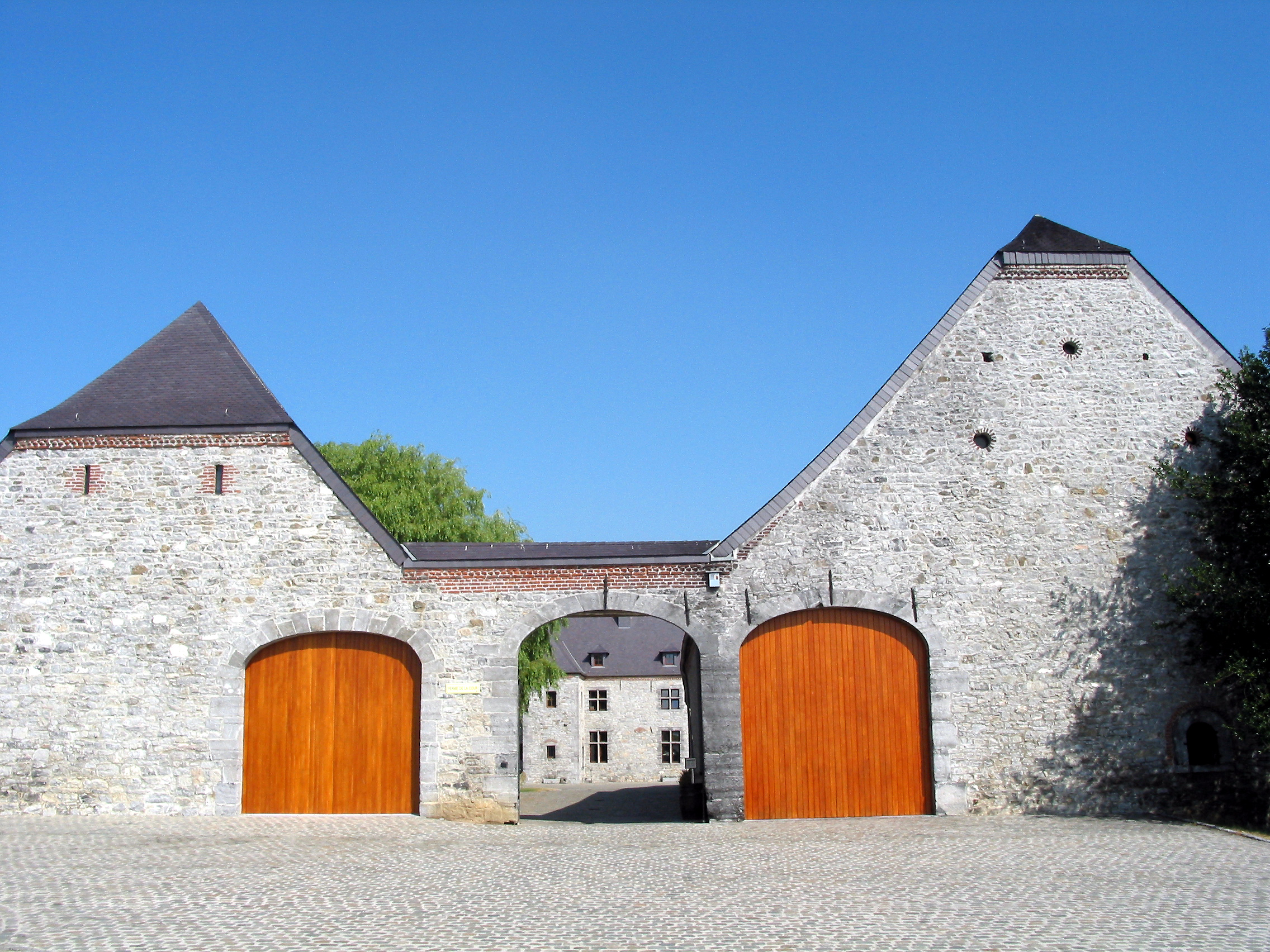
Ferme de la Court où se trouve la Distillerie de Biercée.
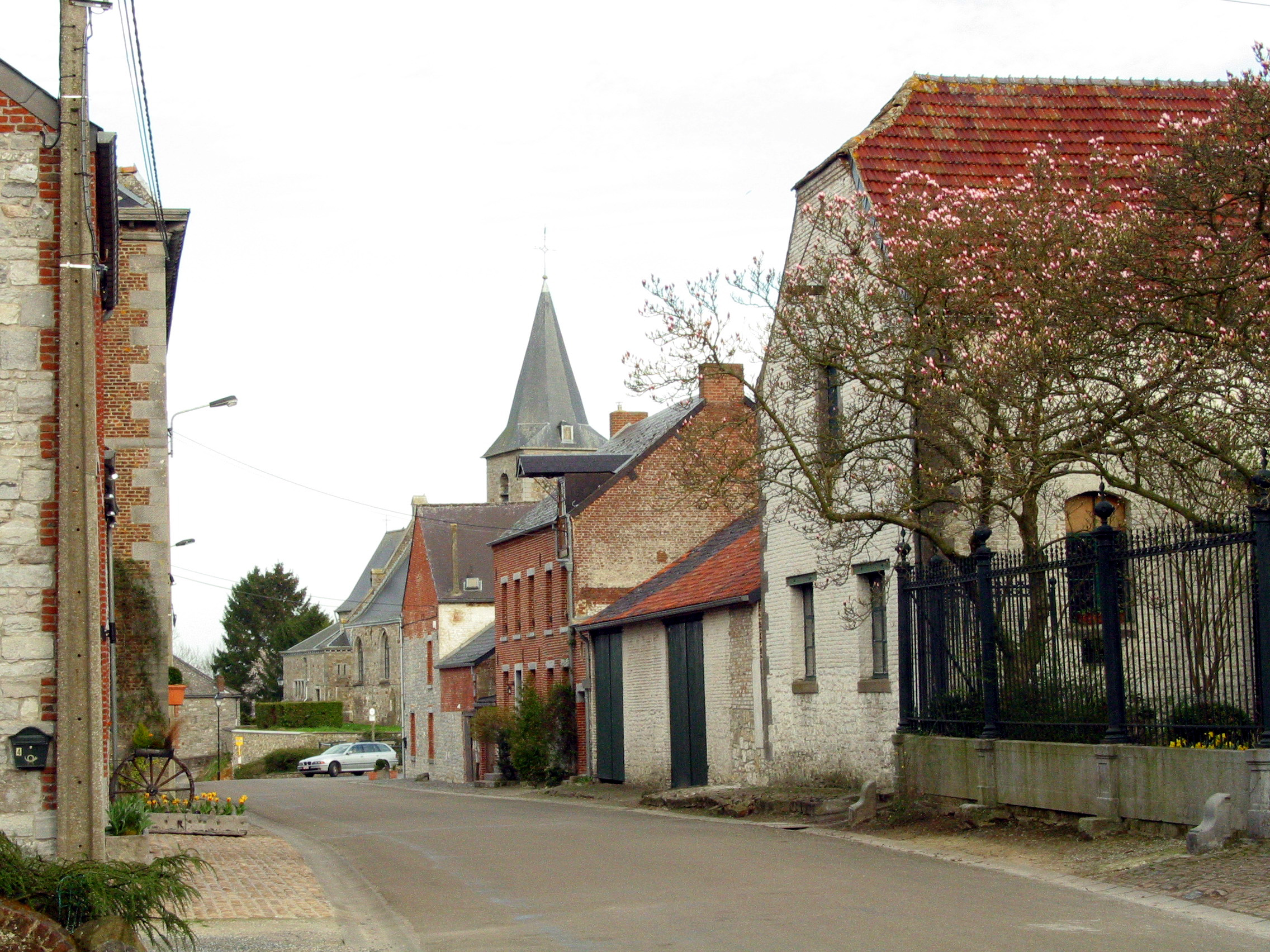
Ragnies.
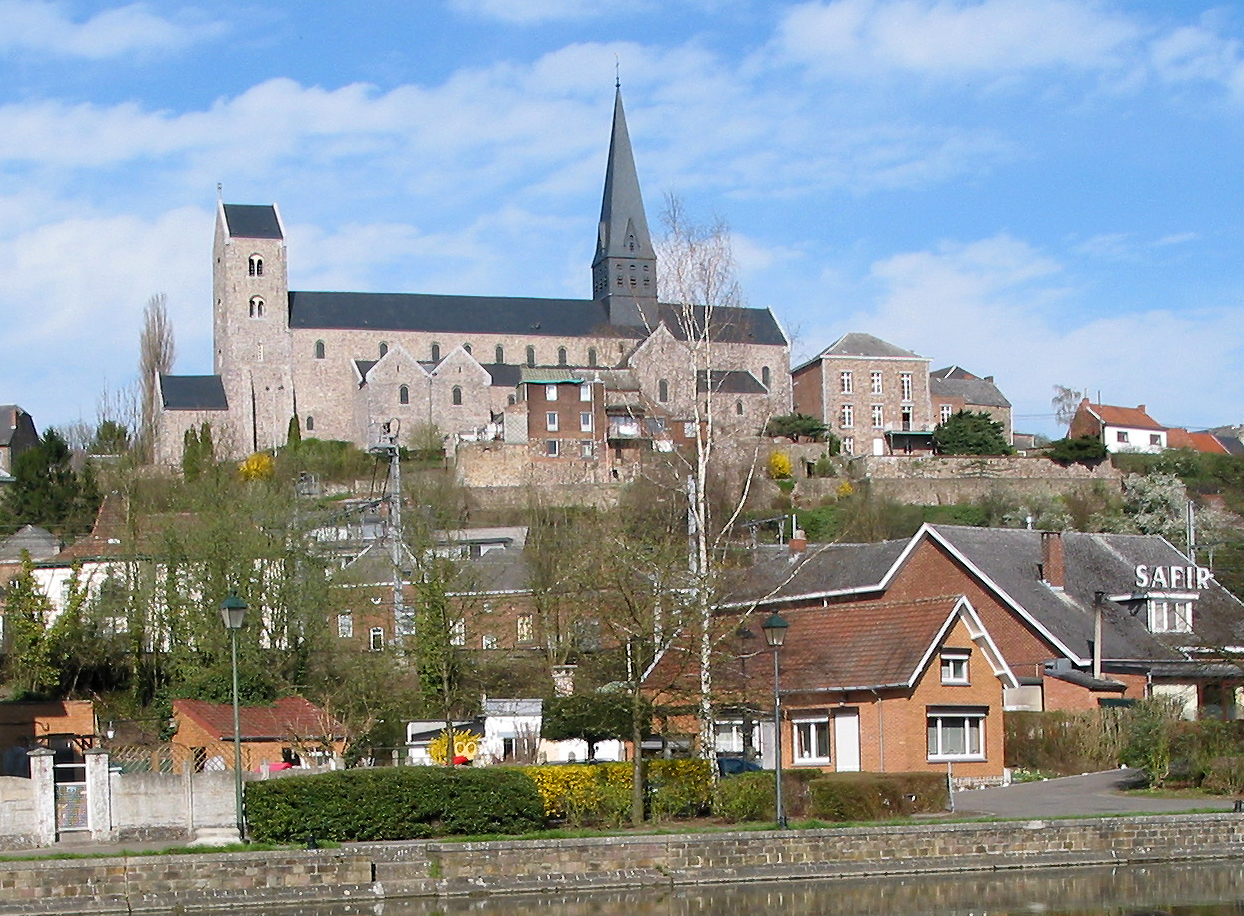
La collégiale Saint-Ursmer de Lobbes
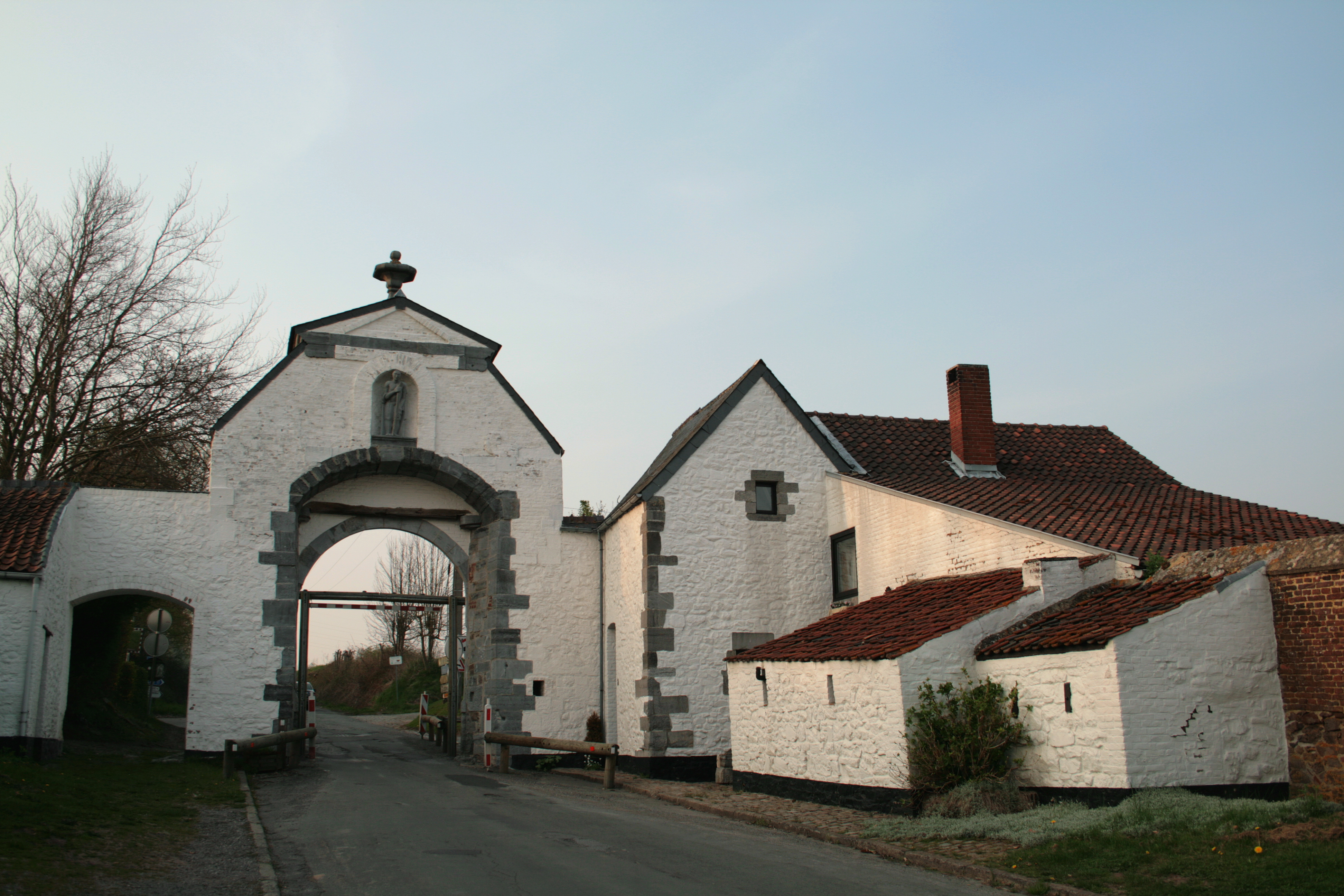
La portelette, ancienne porte d'entrée de l'abbaye.
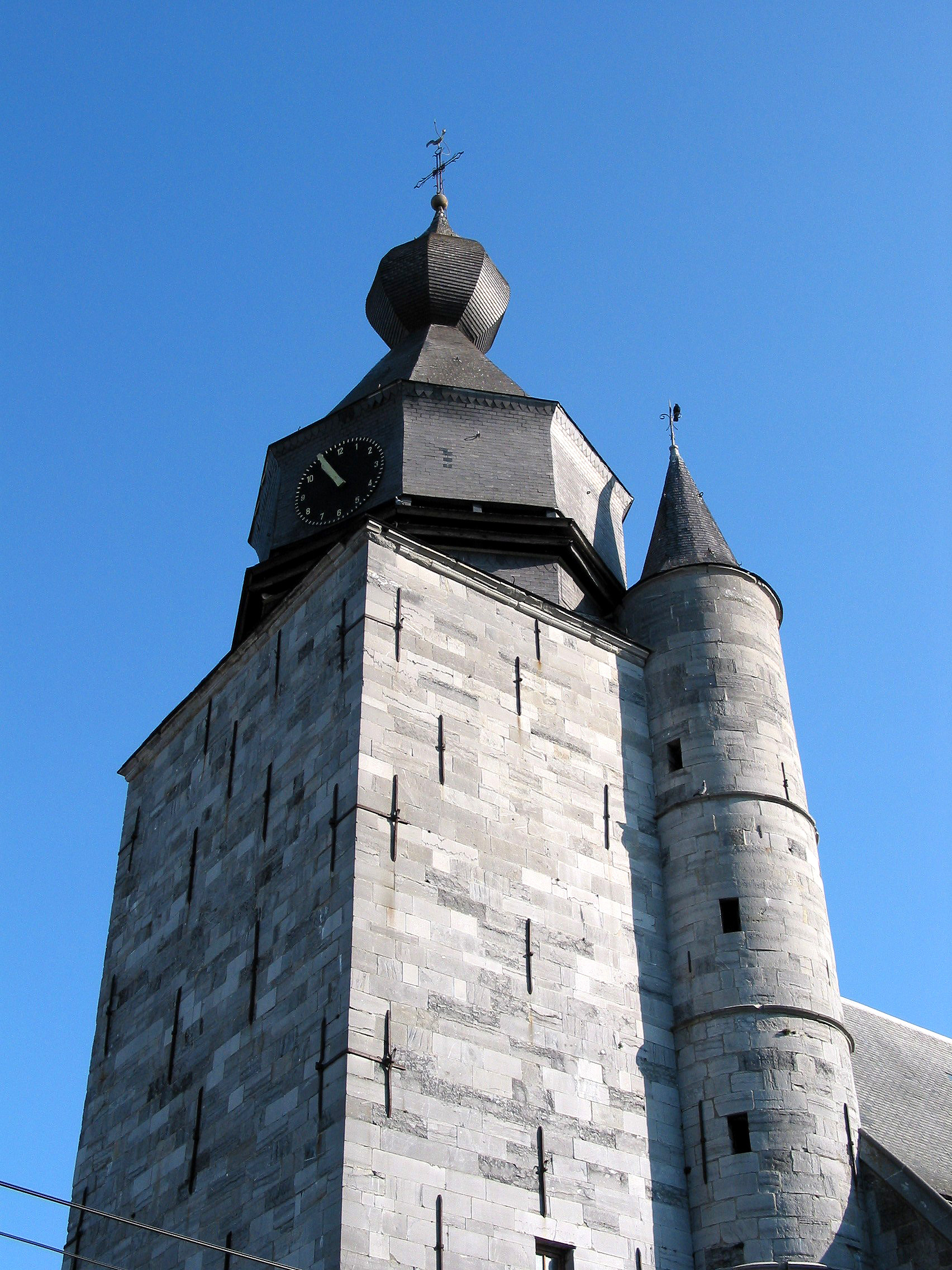
L'église de Merbes-le-Château.
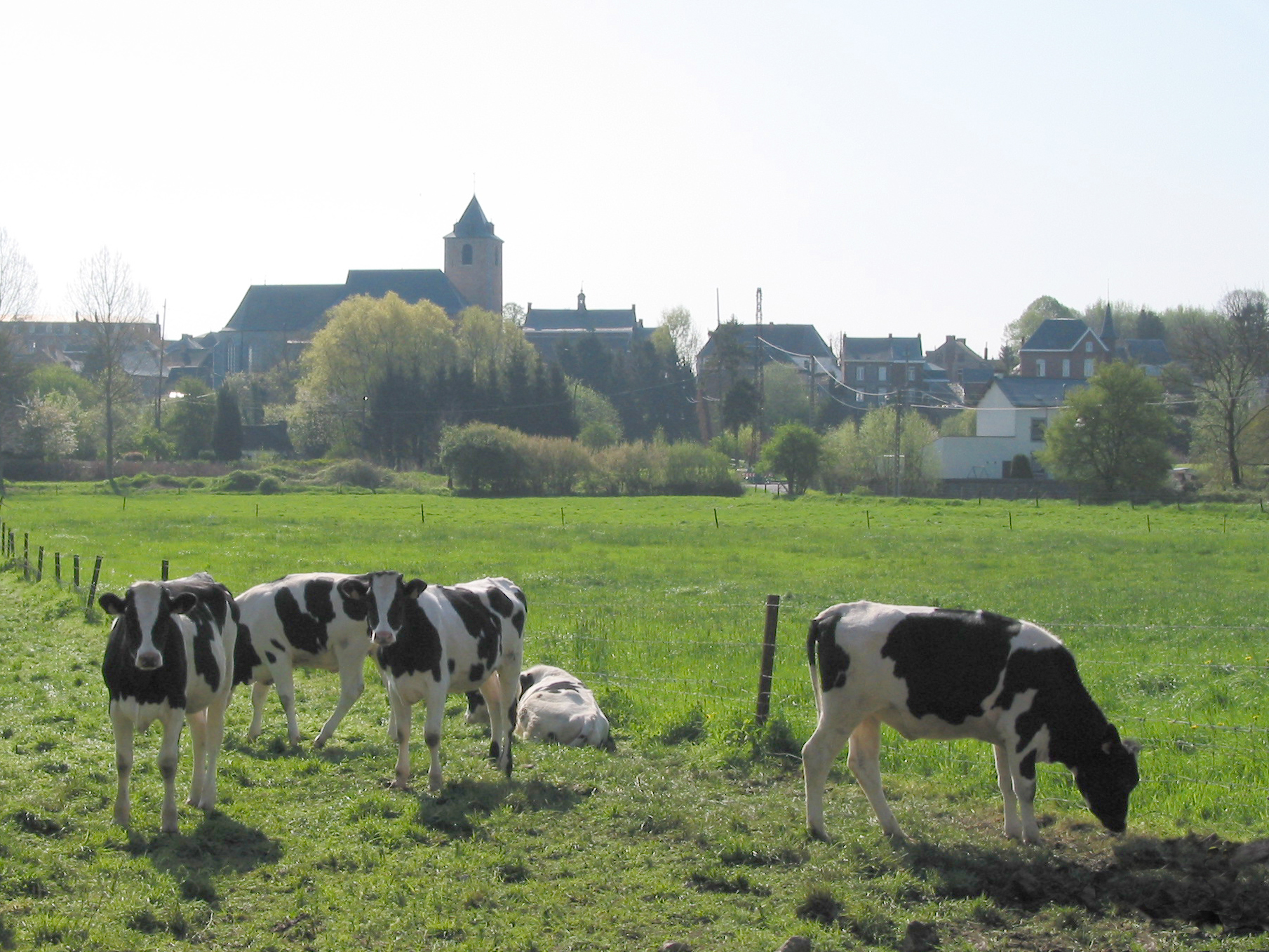
Panorama de Solre-sur-Sambre.
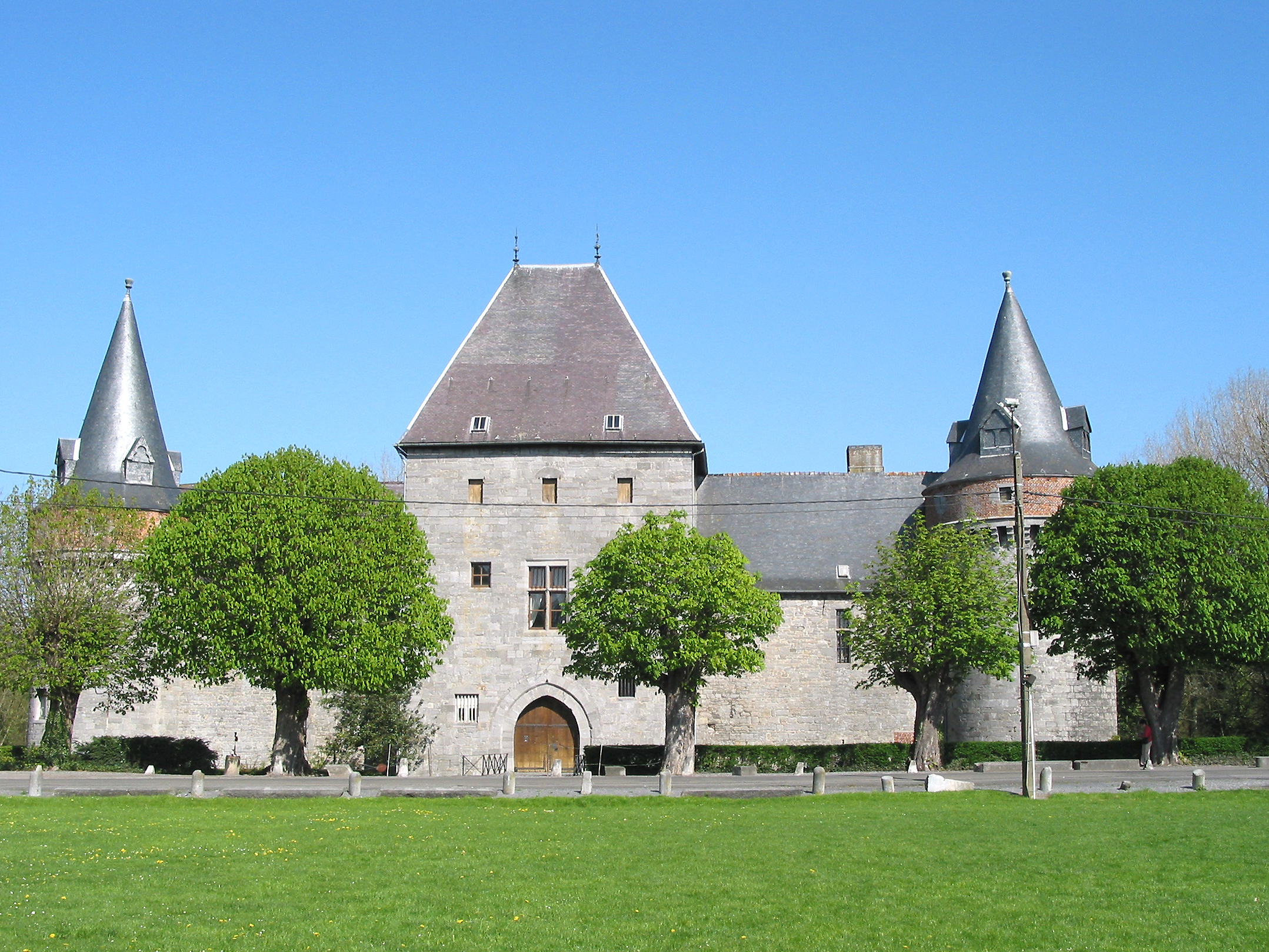
Le château de Solre-sur-Sambre.
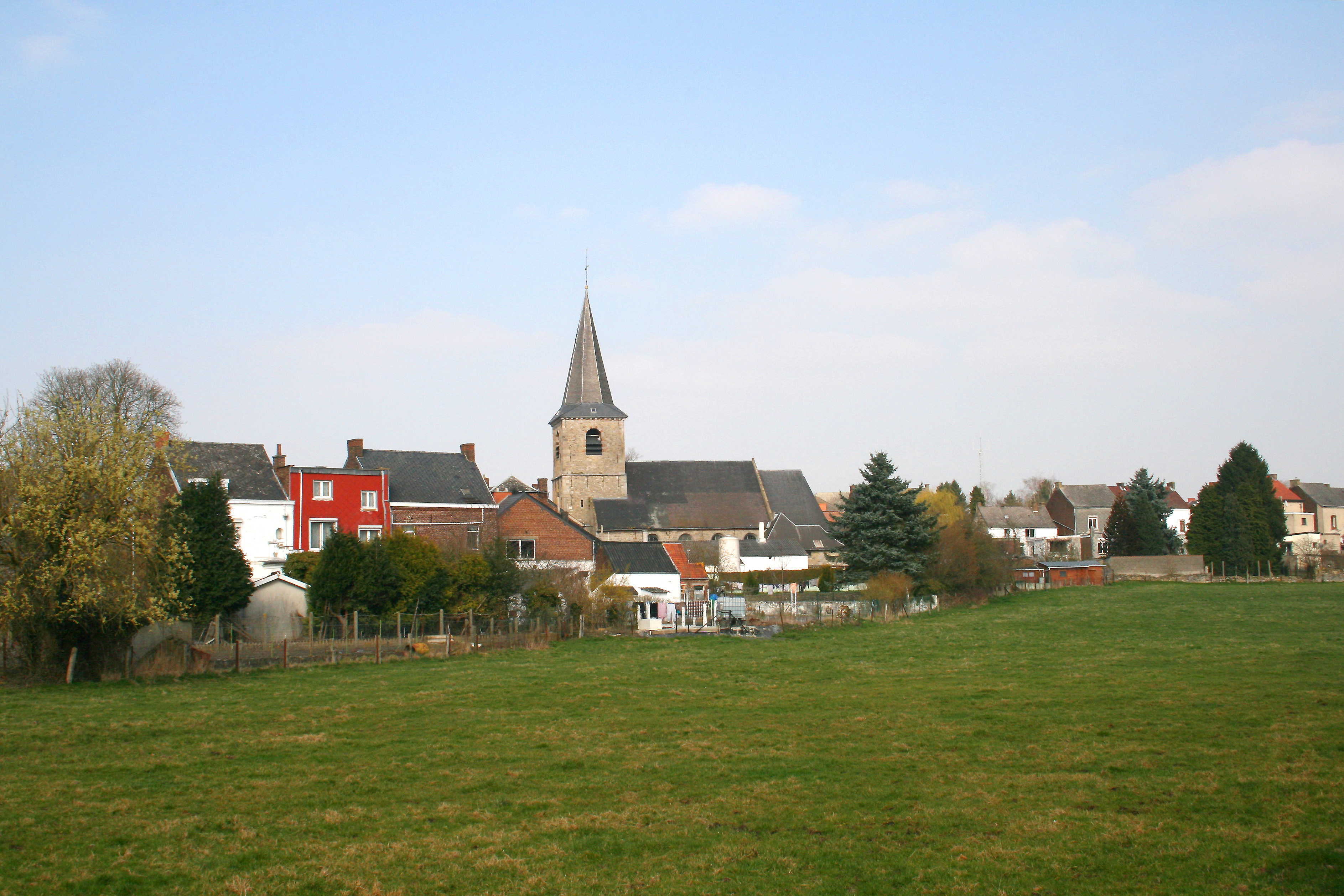
Erquelinnes, première commune de la Thudinie venant de France.
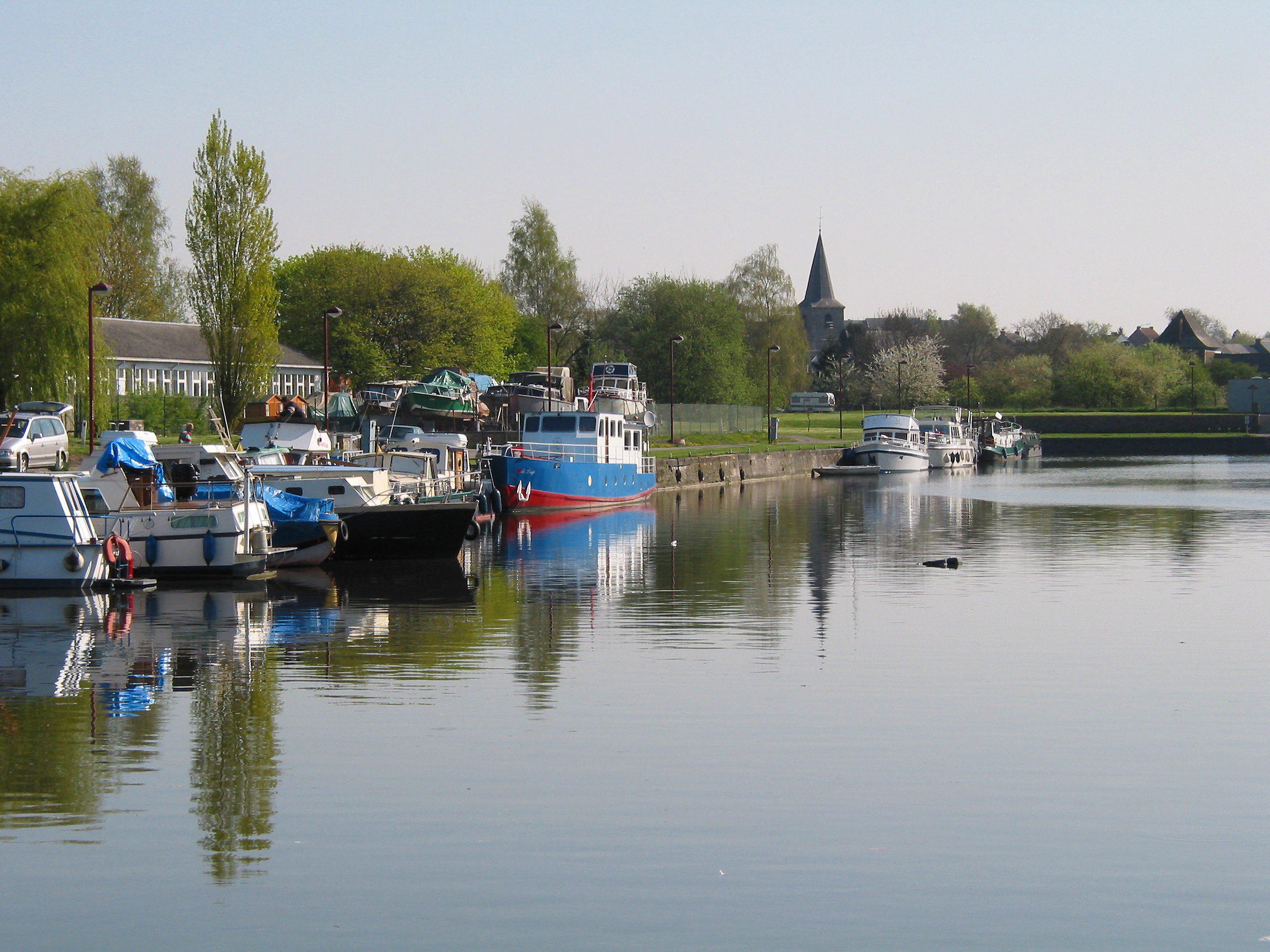
Le port de plaisance de Erquelinnes.
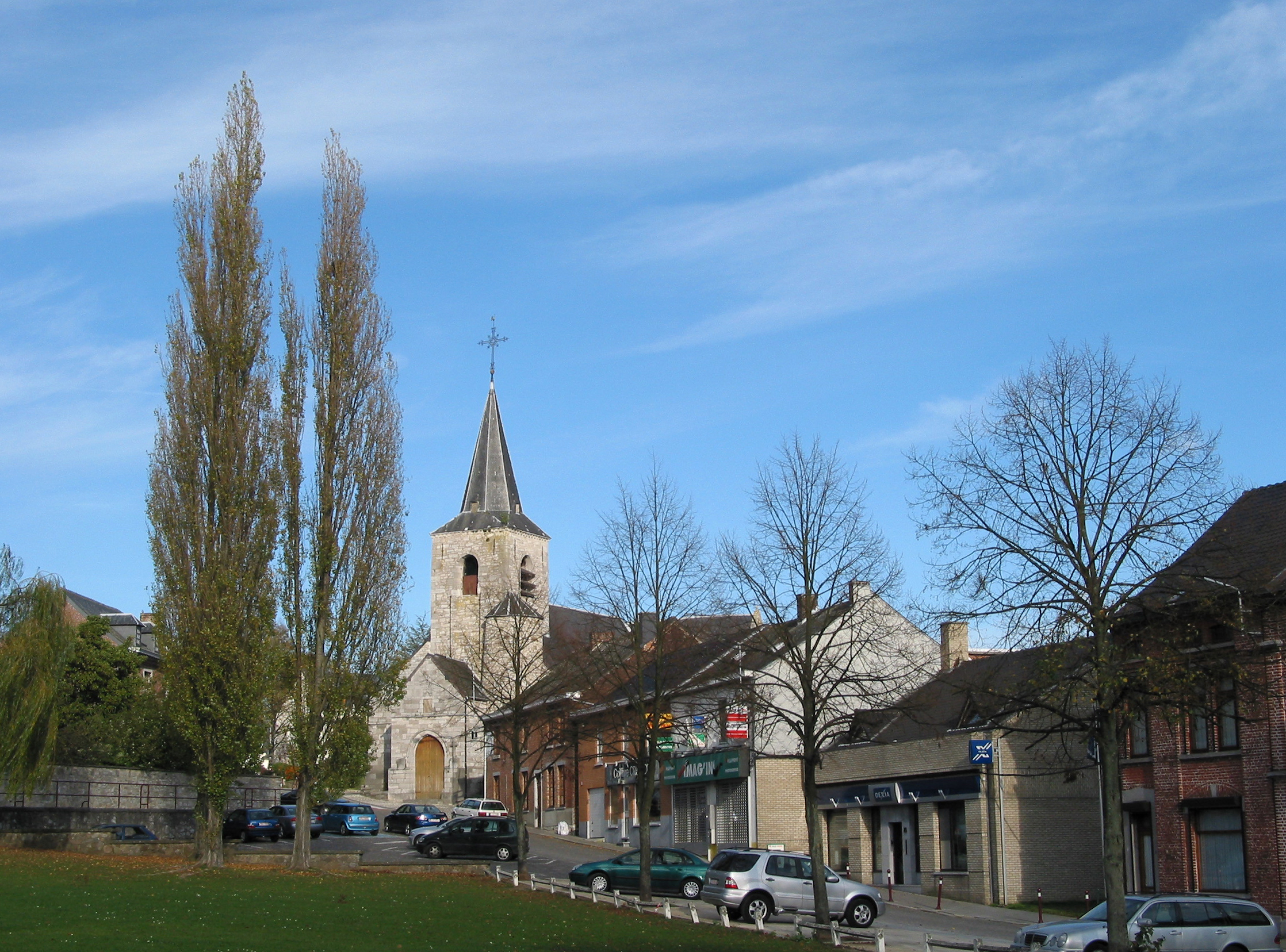
Montigny-le-Tilleul.
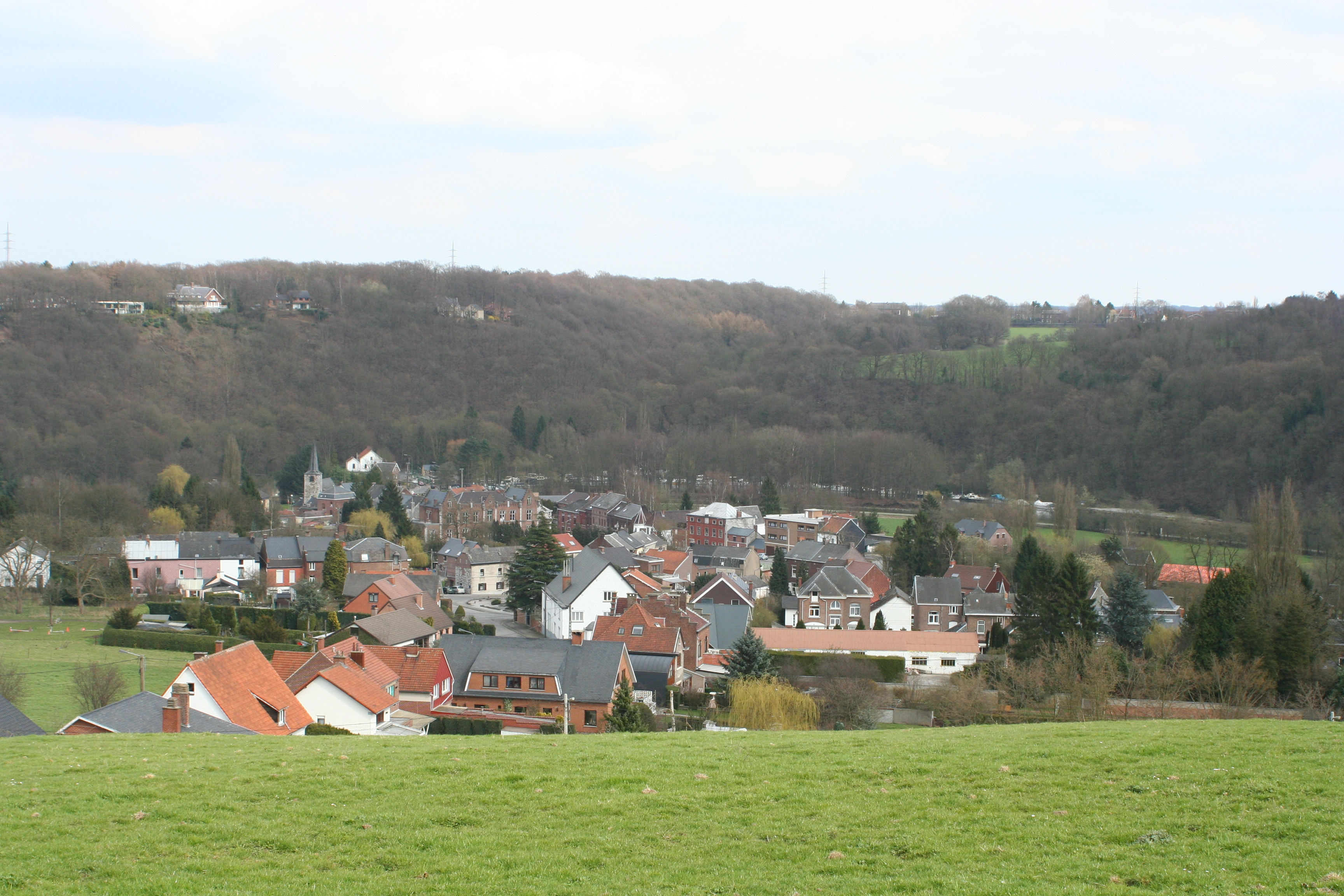
Landelies.
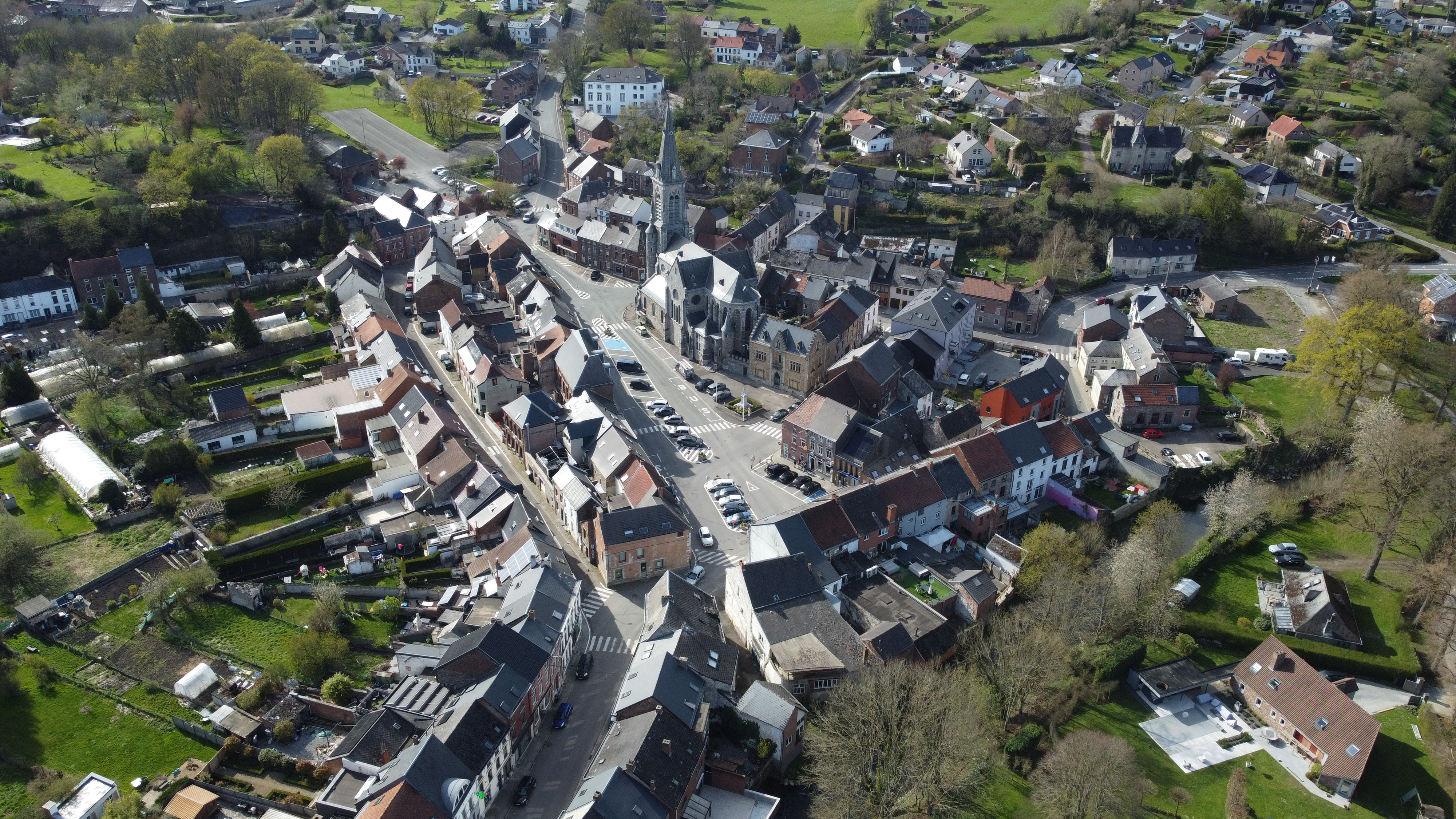
Ham-sur-Heure.
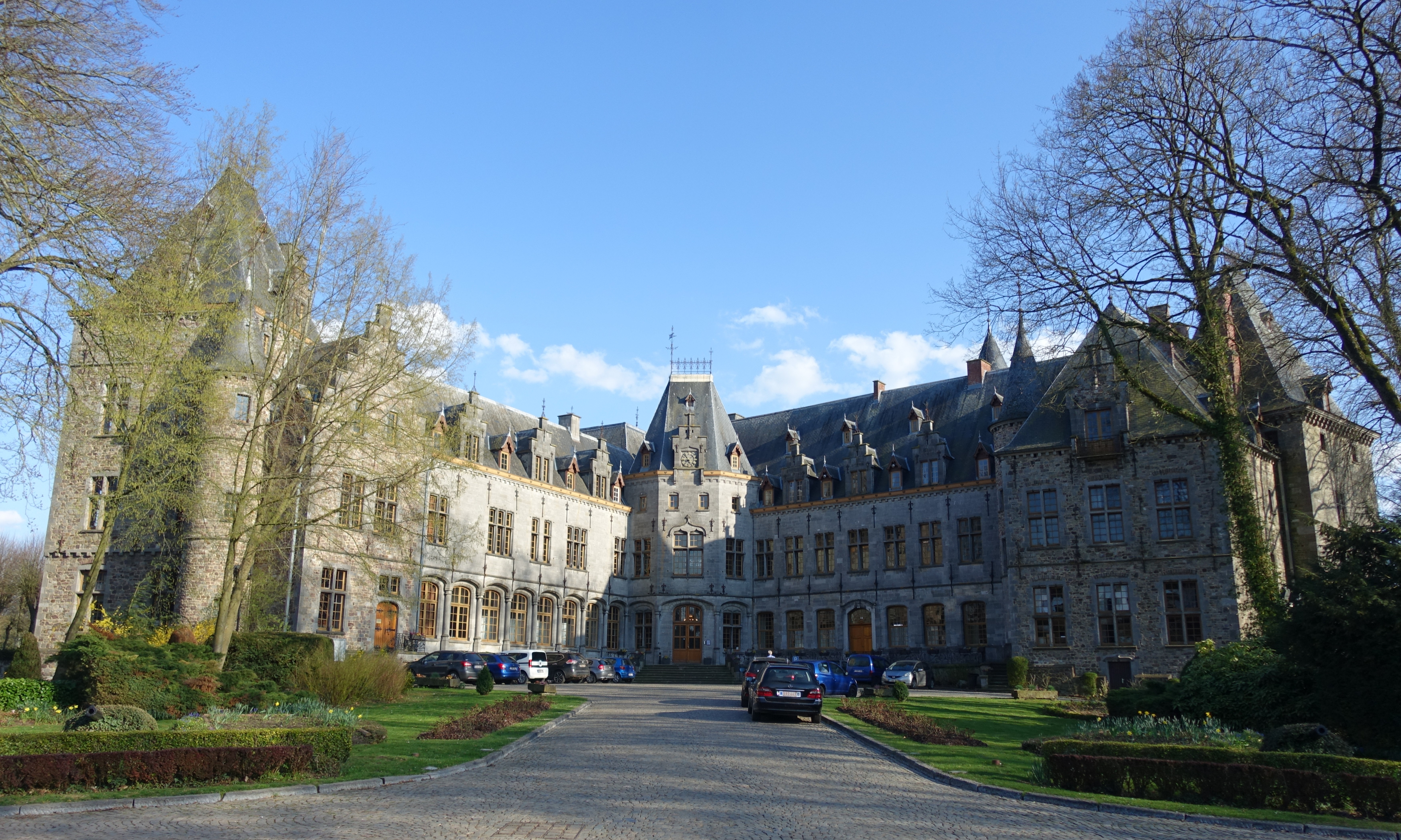
Le château de Ham-sur-Heure.
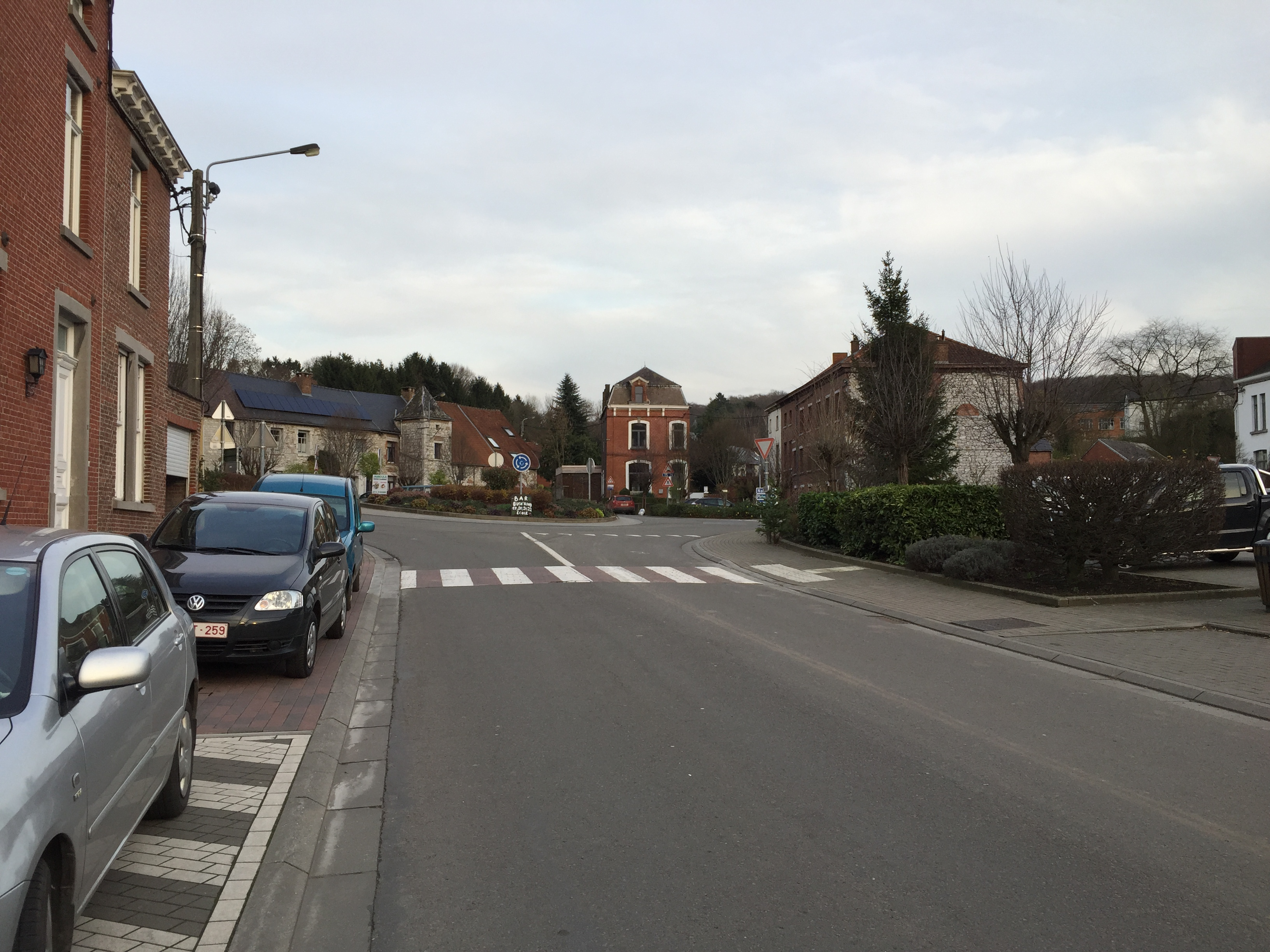
Jamioulx.
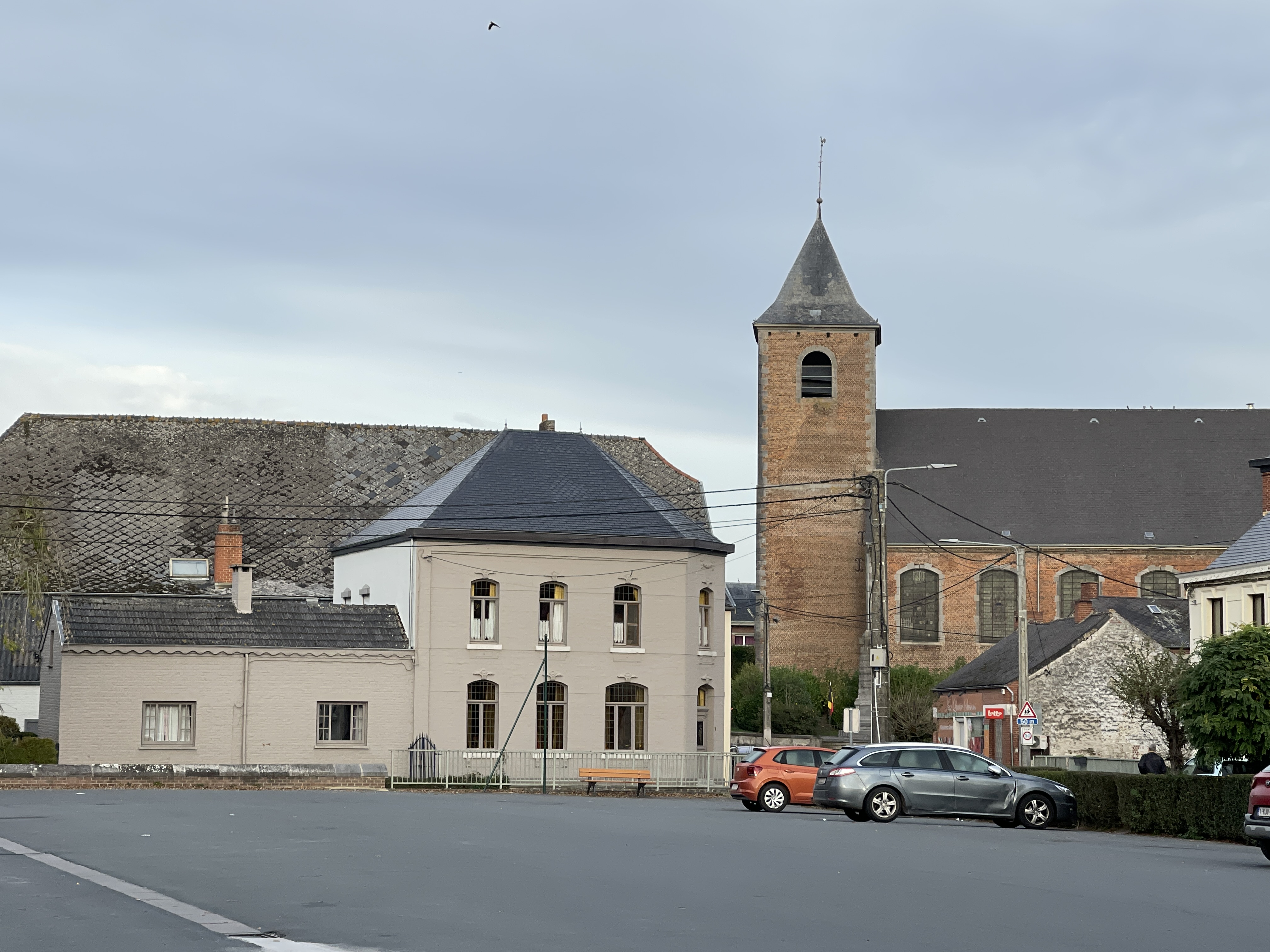
Thuillies.

## Tourisme
Office du tourisme de Thuin. Syndicat d'Initiative de Lobbes.

### Randonnées
La Thudinie possède des circuits de randonnées.

## Patrimoines et sites remarquables

### Erquelinnes
L'église Saint-Georges, bâtie au XIIe siècle et plusieurs fois remaniée, c'est une ancienne chapelle de l'ancien château aujourd'hui disparu. L'église est de style néo-classique.

#### Montignies-Saint-Christophe
Le pont romain fin du XVIe siècle et ferme du château, bâtiments du XVIIe aux XIXe – XXe siècles.

#### Solre-sur-Sambre
L'église Saint-Médard, style gothique hennuyer bâti au début XVIe siècle. Le château, construit au XIIIe siècle.

### Ham-sur-Heure-Nalinnes

#### Cour-sur-Heure
Château-ferme bâti au date du XVIe et XVIIe siècles.

#### Ham-sur-Heure
Le château, bâti au XIe siècle et plusieurs fois remanié, le château appartenait au comte d'Oultremont, aujourd'hui il est devenu la maison communale. L'église Saint-Martin, style néo-gothique construite en 1876 à 1881 et la chapelle Saint-Roch, bâtie en 1638.

#### Jamioulx
Maison en pierres vestige de l'ancien château-ferme du XVIIIe siècle, l'église Saint-André 1858.

#### Nalinnes
L'église de la Visitation. Le kiosque qui date de 1907.

### Lobbes
La collégiale Saint-Ursmer, la portelette, la ferme de l'ancienne l'abbaye.

### Merbes-le-Château
L'église Saint-Martin, bâtie au XIIIe siècle.

### Montigny-le-Tilleul
L'église dédiée à Saint-Martin de style gothique de la 2e moitié du XVIe siècle.

#### Landelies
L'église Saint-Martin, style gothique hennuyère, bâtie dans la 2e moitié du XVIe siècle.

### Thuin
Le beffroi, l'église Notre-Dame du Val, le Spantôle (canon).

#### Gozée
L'abbaye d'Aulne, ancienne abbaye cistercienne fondée en 667 et détruite pendant la révolution française. La pierre de Zeupire, mégalithe qui se situe route de Beaumont. Ferme de Baudribu, propriété de l'abbaye d'Aulne dès le XIIe siècle jusqu'à la Révolution française.

#### Leers-et-Fosteau
Le château du Fosteau, date du XIIIe siècle ; aujourd'hui musée de la pharmacie.

#### Ragnies
Distillerie de Biercée, installée dans la ferme de la Court, bâtisse datant des XIIIe, XVIIIe et XIXe siècles.

#### Thuillies
Église Notre-Dame de la Nativité, construite en 1787, de style classique. La chapelle d'Ossogne, petit sanctuaire gothique tardif des XVIe et XVIIe siècles, réédifiée vers 1600 et remanié successivement en 1739 sauf pour le chœur et restaurée en 1879, 1932 et 1977.